# Bácsalmás
Bácsalmás je město v Maďarsku v župě Bács-Kiskun. Sídlí zde okres Bácsalmás.

## Poloha
Bácsalmás leží na jihu Maďarska. Prochází jím železnice spojující Kiskunhalas a Baju. Baja je vzdálena 35 km, Mélykút 10 km a Subotica (Srbsko) 35 km.

## Partnerská města
- Backnang, Německo, 1988
- Bajmok, Srbsko, 2005
- Bezdan, Srbsko, 1966
- Bizovac, Chorvatsko, 1994
- Borsec, Rumunsko
- Gizałki, Polsko, 2003
- Veľký Meder, Slovensko

## Galerie

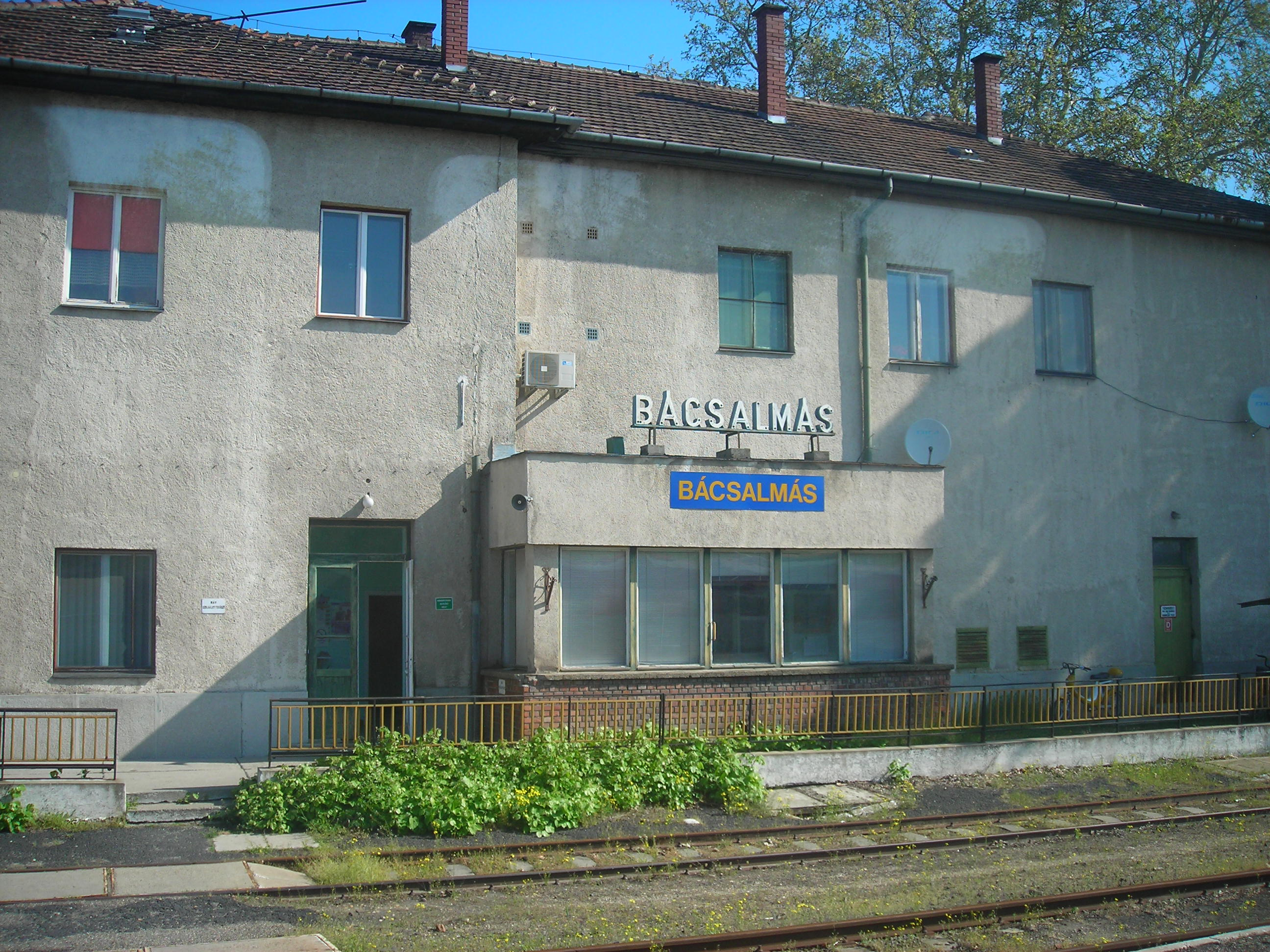
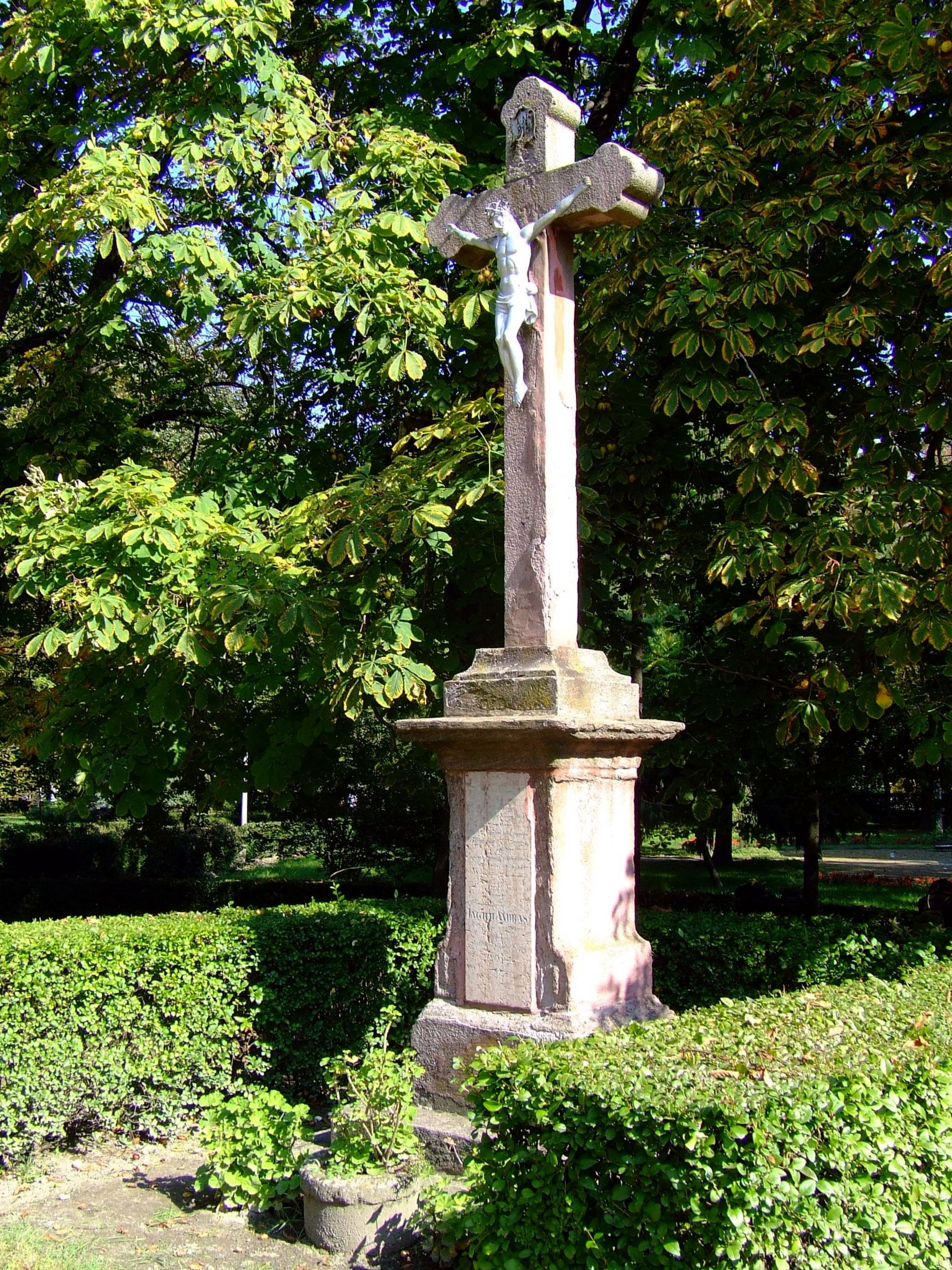